# Городинець Іван Сергійович
Городинець Іван Сергійович (3 вересня 1927 р., с. Безпальче Драбівського району Черкаської області — 3 травня 2014 р., там само) — педагог, громадський діяч, краєзнавець. «Заслужений учитель України» і «Почесний краєзнавець України» 

## Біографія
Народився в сім'ї селянина-середняка. Батько — Городинець Сергій Полікарпович, 1897–1988 рр., ветеран трьох воєн: першої світової, громадянської і німецько-радянської війни, на фронті був три рази поранений і один раз контужений. Все життя працював теслею-будівельником. Мати — Городинець (дівоче — Федько) Агафія Федотівна, 1904–1979 рр. Працювала в городній бригаді колгоспу «Нове Життя».
У 1933 році, разом з батьками переїхав жити в село Безбородьки.
У 1935 році пішов навчатися до першого класу Безбородьківської початкової школи і в 1939 році закінчив чотири класи. Поступив навчатися до 5 класу Гороб'ївської середньої школи і в 1941 році закінчив 6 класів. Під час навчання в школі брав участь у роботі математичного, географічного і літературного гуртків. Навчання в школі було перервано в зв'язку з початком війни.
У 1942 році, разом з батьками переїхав жити в с. Безпальче.
З вересня 1941 року по вересень 1943 року проживав на окупованій фашистами території в селах Безбородьки — Безпальче.
Після визволення села Червоною Армією у вересні 1943 року працював в колгоспі «Нове Життя» на різних роботах.
11 грудня 1944 року був мобілізований до Червоної Армії, два місяці служив у м. Рибінськ Ярославської області і звідти направлений на фронт. Брав участь у бойових діях в складі 2-го Білоруського фронту. Артилерист-зенітник, учасник визволення Польщі. 5 квітня 1945 року був поранений. На фронті життя врятував білорус Стасов. Після війни продовжив військову службу в Польщі, при охороні військового об'єкту був другий раз поранений.
Восени 1945 року переведений служити у Східну Пруссію м. Інстенбург (тепер Черняховськ Калінінградської області, Росія).
30 липня 1947 року демобілізувався з армії за станом здоров'я. 1947–1948 рр. працював в колгоспі «Нове Життя» на різних роботах. Травень-жовтень 1948 р. навчався в Оболонській сільськогосподарській школі бухгалтерських кадрів.
1951–1952 рр. навчався і закінчив 7 класів Безпальчівської школи сільської молоді (вечірня).
6 травня 1951 року одружився з Головаш (після одруження — Городинець) Поліною Павлівною, 17.03.1931 — 17.11. 1982 рр. До одруження працювала вчителькою німецької мови в Нехайківській середній школі, після одруження — вчителькою української мови і літератури та німецької мови в Безпальчівській середній школі.
1952–1954 рр. навчався заочно на двохрічних курсах бухгалтерів промислових підприємств (Москва — Харків).
1954–1957 рр. навчався в Драбівській заочній середній школі, а екзамени на атестат зрілості склав при Безпальчівській середній школі.
1962 році вступив на загальнонауковий факультет Черкаського державного педагогічного інституту (заочне відділення).
1964 році перевівся на історичний факультет Київського державного університету ім. Т. Г. Шевченка (заочне відділення), який успішно закінчив у 1968 році.
1948–1957 рр. працював бухгалтером, головним бухгалтером колгоспу «Нове Життя», інструктором — бухгалтером при Безпальчівській МТС, бухгалтером Безпальчівської середньої школи.
1957–1964 рр. працював секретарем Безпальчівської сільської Ради. В 1955–1995 роках одинадцять разів обирався депутатом Безпальчівської сільської Ради.
1964–1991 рр. працював учителем історії і суспільствознавства Безпальчівської середньої школи.
1981–1985 рр. працював заступником директора школи по навчально-виховній роботі.
З 1964 року займався краєзнавчою роботою. з метою збору матеріалів з історії рідного краю працював в державних архівах, музеях, бібліотеках Києва, Черкас, Полтави, Харкова, Львова, Москви, Подольська Московської області.
Вів листування з державними архівами, музеями, бібліотеками, Головним управлінням кадрів Міністерства оборони СРСР, обласними, міськими, районними військкоматами, ветеранами війни і праці.
На базі зібраних матеріалів, з допомогою педагогічного і учнівського колективу школи, правління колгоспу, виконкому сільської Ради, при школі створено музей села Безпальче, який відкритий 22 лютого 1976 року. Завідував ним Іван Сергійович.
з 1965 року почав друкуватися на сторінках районної газети, пізніше на сторінках обласних і республіканських газет. Також друкувався в журналах: «Київ», «Розбудова держави», «Україна. Наука і культура», культурологічному збірнику «Черкаський край — земля Богдана і Тараса».
З перших днів створення Українського Товариства охорони пам'ятників історії і культури брав активну участь у його роботі і працював головою первинної організації Безпальчівської середньої школи до 1989 року. Багато разів брав участь в роботі районних і обласних пленумів та конференцій цього товариства.
У 1977 році був обраний делегатом і брав участь в роботі IV з'їзду учителів Української РСР, який відбувся в Києві 28-30 березня 1977 року.
Був ініціатором встановлення в селі Безпальче пам'ятника землякам, які стали жертвами голодомору і політичних репресій. Вивчаючи біографії та родоводу репресованого  художника І.І. Падалки, ініціював встановлення пам'ятника художнику на його батьківщині – у селі Жорнокльови, а в Драбівському районному краєзнавчому музеї — відкриття меморіальної кімнати.
У 2016 році рішенням Драбівської районної ради прийнято рішення «Про заснування щорічної районної краєзнавчої премії імені Івана Городинця», 2 вересня того ж року провели перше вручення премії.